# Olympische Sommerspiele 2016/Teilnehmer (Burundi)
| Gelbes Symbol für Goldmedaillen mit stilisierten Olympischen Ringen | Graues Symbol für Silbermedaillen mit stilisierten Olympischen Ringen | Braundes Symbol für Bronzemedaillen mit stilisierten Olympischen Ringen |
| ------------------------------------------------------------------- | --------------------------------------------------------------------- | ----------------------------------------------------------------------- |
| —                                                                   | 1                                                                     | —                                                                       |

Burundi nahm an den Olympischen Spielen 2016 in Rio de Janeiro teil. Es war die insgesamt sechste Teilnahme an Olympischen Sommerspielen. Das Comité National Olympique du Burundi nominierte neun Athleten in drei Sportarten.
Fahnenträger bei der Eröffnungsfeier war der Leichtathlet Olivier Irabaruta.  Bei der Schlussfeier führte der Schwimmer Billy-Scott Irakoze die Delegation an.

## Medaillen

### Medaillenspiegel
| Medaillenspiegel Burundi |                |                              |                           |                           |        |
| Platz                    | Sportart       | Goldmedaille – Olympiasieger | Silbermedaille – 2. Platz | Bronzemedaille – 3. Platz | Gesamt |
| 1                        | Leichtathletik | 0                            | 1                         | 0                         | 1      |

### Medaillengewinner

#### Silber
| Name               | Sportart       | Wettkampf |
| ------------------ | -------------- | --------- |
| Francine Niyonsaba | Leichtathletik | 800 m     |

## Teilnehmer nach Sportarten

### Judo
| Athleten           | Wettbewerb | 1. Runde | 1. Runde    | 2. Runde      | 2. Runde      | Viertelfinale | Viertelfinale | Halbfinale / Trostrunde | Halbfinale / Trostrunde | Finale / Platz 3 | Finale / Platz 3 | Rang |
| Athleten           | Wettbewerb | Gegner   | Ergebnis    | Gegner        | Ergebnis      | Gegner        | Ergebnis      | Gegner                  | Ergebnis                | Gegner           | Ergebnis         | Rang |
| ------------------ | ---------- | -------- | ----------- | ------------- | ------------- | ------------- | ------------- | ----------------------- | ----------------------- | ---------------- | ---------------- | ---- |
| Frauen             |            |          |             |               |               |               |               |                         |                         |                  |                  |      |
| Antoinette Gasongo | bis 52 kg  | J. Ramos | 000s0:102s0 | ausgeschieden | ausgeschieden | ausgeschieden | ausgeschieden | ausgeschieden           | ausgeschieden           | ausgeschieden    | ausgeschieden    | 17   |

### Leichtathletik
Laufen und Gehen
| Athleten             | Wettbewerb | Vorlauf      | Vorlauf | Halbfinale    | Halbfinale    | Finale        | Finale        | Rang          |
| Athleten             | Wettbewerb | Zeit         | Rang    | Zeit          | Rang          | Zeit          | Rang          | Rang          |
| -------------------- | ---------- | ------------ | ------- | ------------- | ------------- | ------------- | ------------- | ------------- |
| Frauen               |            |              |         |               |               |               |               |               |
| Francine Niyonsaba   | 800 m      | 1:59,84 min  | 13      | 1:59,59 min   | 2             | 1:56,49 min   | 2             | Silber        |
| Diane Nukuri         | 10.000 m   | –            | –       | –             | –             | 31:28,69 min  | 13            | 13            |
| Männer               |            |              |         |               |               |               |               |               |
| Antoine Gakeme       | 800 m      | 1:47,46      | 26      | ausgeschieden | ausgeschieden | ausgeschieden | ausgeschieden | 26            |
| Olivier Irabaruta    | 5000 m     | 13:44,08 min | 34      | –             | –             | ausgeschieden | ausgeschieden | 34            |
| Olivier Irabaruta    | 10.000 m   | –            | –       | –             | –             | 28:32,75 min  | 27            | 27            |
| Abraham Niyonkuru    | Marathon   | –            | –       | –             | –             | nicht beendet | nicht beendet | nicht beendet |
| Célestin Nihorimbere | Marathon   | –            | –       | –             | –             | 2:29:38 h     | 115           | 115           |

### Schwimmen
| Athleten            | Wettbewerb     | Vorlauf | Vorlauf | Halbfinale    | Halbfinale    | Finale        | Finale        | Rang |
| Athleten            | Wettbewerb     | Zeit    | Rang    | Zeit          | Rang          | Zeit          | Rang          | Rang |
| ------------------- | -------------- | ------- | ------- | ------------- | ------------- | ------------- | ------------- | ---- |
| Frauen              |                |         |         |               |               |               |               |      |
| Elsie Uwamahoro     | 50 m Freistil  | 33,70 s | 80      | ausgeschieden | ausgeschieden | ausgeschieden | ausgeschieden | 80   |
| Männer              |                |         |         |               |               |               |               |      |
| Billy-Scott Irakoze | 100 m Freistil | 26,36 s | 66      | ausgeschieden | ausgeschieden | ausgeschieden | ausgeschieden | 66   |